# Jowin
Jowin, Jowinus (łac. Iovinus) – rzymski uzurpator, senator z Galii proklamowany cesarzem w 411 roku w Moguncji.
Objął władzę po rozprawieniu się przez wodza Flawiusza Konstancjusza z innym uzurpatorem Konstantynem III. Oprócz nielicznych rzymsko-galijskich kręgów wojskowych jego zaplecze stanowili głównie Alanowie, Burgundowie i Wizygoci Ataulfa. W 413 stracił poparcie Gotów, został pojmany i zamordowany w trakcie przekazania go do Rawenny na dwór Honoriusza .

## Tło uzurpacji
Sytuacja w Galii na początku V wieku była wyjątkowo skomplikowana. W końcu roku 406 przerwana została granica na Renie i szereg plemion barbarzyńskich wdzierało się daleko w głąb Galii i dalej do Hiszpanii. Pojawiali się w różnych miejscach uzurpatorzy. Prawowity cesarz Honoriusz nie podejmował zdecydowanych działań, by usunąć z Galii barbarzyńców i kolejnych uzurpatorów, stale przebywając w bezpiecznej Rawennie. Natomiast miejscowa arystokracja galo-rzymska chętnie udzielała poparcia uzurpatorom, którzy dzięki temu, że byli miejscowi i działali na własnym terenie, stwarzali nadzieje na lepszą ochronę przed najazdami ludów barbarzyńskich.

## Rządy Jowina
Jednym z uzurpatorów, który zyskał uznanie mieszkańców Galii i Hiszpanii i odnosił pewne sukcesy w walce z barbarzyńcami, był Konstantyn III. Po pojmaniu go w Arelate i zgładzeniu, nowym pretendentem do tytułu cesarza został ogłoszony w Mogontiacum galijski arystokrata Jowin. W rzeczywistości był on figurantem w rękach popierających go wodzów barbarzyńskich Gundahara, władcy Burgundów i Goara, władcy Alanów. Do koalicji popierającej Jowina należeli też Alamanowie i Frankowie. Jowin utrzymał się przy władzy w Galii przez dwa lata, emitując w tym czasie złote i srebrne monety, które ukazują go w cesarskim diademie. Popierali go też liczni lokalni galo-rzymscy arystokraci, którzy przetrwali porażkę Konstantyna III.
Władza Jowina obejmowała tylko część Galii bez północno-zachodniej jej części oraz obszarów południowych, gdzie wierny Honoriuszowi pozostawał Dardanus, prefekt pretorium w Galii. Dla poszerzenia swego władztwa Jowin wyruszył z oddziałami Burgundów i Alanów na Arelate, gdzie stacjonowały wojska magistra militum Flawiusza Konstancjusza, który oblegał tam i pojmał Konstantyna III. Wobec przewagi przeciwnika Konstancjusz nie podjął walki z kolejnym uzurpatorem i wycofał się do Italii.
Wykorzystując cesarski autorytet Jowina, Gundahar i jego Burgundowie osiedlili się w 413 na lewym brzegu Renu po rzymskiej stronie rzeki, między jej dopływami Lauter i Nahe. Tam ustanowili swoje królestwo ze stolicą w Borbetomagus, starej zromanizowanej osadzie galijskiej.
Upadek Jowina nastąpił, gdy pod koniec 411 lub w 412 Wizygoci pod wodzą Ataulfa opuścili Italię i udali się do Galii (za radą Pryskusa Attalusa), rzekomo aby przyłączyć się do niego, prowadząc ze sobą byłego cesarza Pryskusa Attalusa i Gallę Placydię, przyrodnią siostrę Honoriusza. Po przybyciu Ataulf jednak zaatakował i zabił Sarusa, również przybyłego dla wspierania Jowina. Uzurpator odebrał to jako zniewagę, świadomie nie porozumiewając się z Ataulfem w sprawie wyniesienia swego brata Sebastianusa na współrządcę. Urażony tym Ataulf za namową Dardanusa sprzymierzył się z Honoriuszem i zaatakował oddziały Jowinusa. Uzurpator ratował się ucieczką, ale był oblegany, a następnie pojmany w Valentii i zabrany do Narbo, gdzie Dardanus dokonał jego egzekucji. Głowy Jowina i Sebastianusa zostały przesłane Honoriuszowi i powieszone na murach Rawenny (przed wysłaniem ich do Kartaginy, gdzie wystawiono je na widok publiczny wraz z głowami czterech innych uzurpatorów).